# ابریشم (فلاورجان)

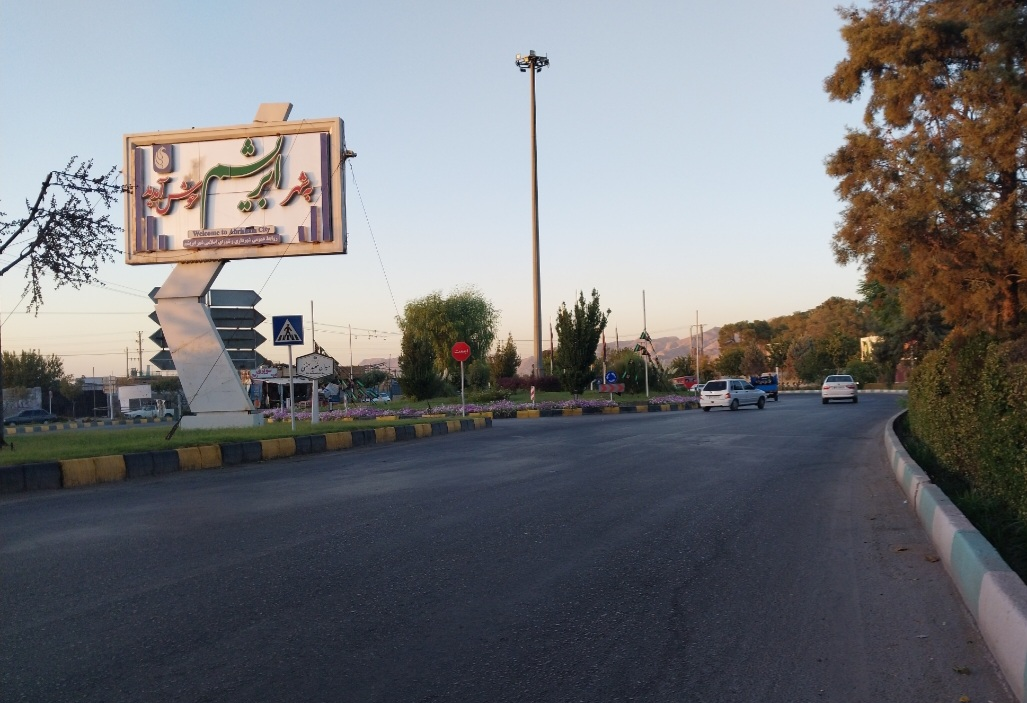
شهر ابریشم از سمت سپاهان‌شهر

ابریشم شهری از توابع شهرستان فلاورجان در استان اصفهان است که تا شهر اصفهان ۶ کیلومتر فاصله دارد. نامگذاری این شهر به علت وجود باغ بزرگ ابریشم و تولید ابریشم در این منطقه بوده است. اردوگاه بزرگ ۷۰ هکتاری شهید بهشتی اصفهان در شهر ابریشم قرار دارد. شهر ابریشم از ساحل زاینده رود تا شاه کوه وسعت دارد.

## برنامه توسعه اصفهان بزرگ با الحاق شهرابریشم
اهداف برنامه:
۱.تقسیم عادلانه بودجه شهرسازی
۲. کاهش تبعیض و محرومیت زدایی
این برنامه برای سپاهان شهر، خوراسگان و قهجاورستان انجام شد و برای شهر ابریشم، خمینی‌شهر و درچه در حال انجام است.
بر اساس این طرح الحاق سه شهرستان فلاورجان و خمینی‌شهر و شاهین‌شهر به شهرداری مرکزی اصفهان صورت می‌گیرد، این برنامه با عنوان چشم‌انداز اصفهان بزرگ در حال انجام است و شوراهای شهرهای ابریشم، فلاورجان، درچه، خمینی‌شهر و شاهین‌شهر پیگیر جدی موضوع هستند.
نماینده مردم خمینی‌شهر درمجلس تصریح کرد: همهٔ زیرساخت‌ها در این راستا درحال آماده‌سازی است قطار شهری و مترو از جمله این زیرساخت‌ها هستند که اصفهان را از طریق راه‌های ارتباطی به این شهرستان‌ها متصل می‌کند.

## موقعیت جغرافیایی
شهر ابریشم در کنارشهرداری منطقه ۱۳ اصفهان قرار گرفته است که از شرق و شمال شرق به شهر اصفهان، از سمت شمال به شهر درچه و رودخانه زاینده‌رود ، از سمت غرب به شهر کلیشادوسودرجان، از جنوب شرق با سپاهان شهر وسیتی سنتر اصفهان واز شمال غرب به آزاد راه ذوب آهن و از سمت جنوب به اردوگاه کشوری شهید بهشتی اصفهان و شاه کوه محدود می‌باشد.

## امکانات رفاهی، گردشگری
- اردوگاه بزرگ کشوری شهیدبهشتی اصفهان
- مجموعه ورزشی سیمان اصفهان دارای دو زمین چمن فوتبال و سالن ورزشی و سالن تیراندازی و زمین والیبال ساحلی و…
- پارک غدیر شهر ابریشم
- پارک سلامت شهر ابریشم
- فرهنگسرا و کتابخانه و سالن مطالعه باغ ابریشم
- فرهنگسرا و کتابخانه و سالن مطالعه حسن‌آباد
- فرهنگسرا و کتابخانه و سالن مطالعه یزدآباد
- ورزشگاه زمین چمن توانا خیابان کشاورز
- ورزشگاه و سالن ورزش پهلوان تختی شهر ابریشم
- ورزشگاه و سالن ورزش حسن‌آباد
- ورزشگاه و سالن ورزش یزدآباد

## اردوگاه بزرگ کشوری شهید بهشتی
امکانات اردوگاه بزرگ شهید بهشتی:
1. دریاچه دارای قابلیت قایقرانی
2. تله کابین و تله سیژ عبور کننده از روی دریاچه
3. زمین چمن فوتبال با استاندارد ابعاد ۷۵ متر در ۱۲۰ متر
4. زمین والیبال ساحلی
5. سالن تئاتر و سینما
6. خوابگاه بهشت با امکانات ویژه برای همه سنین
7. سالن ورزشی پوریای ولی اردوگاه
8. خوابگاه ارکیده و سحر
9. خوابگاه بزرگ پردیس ۴۶۴ نفر ظرفیت
10. تله کابین و تله سیژ با منظره زیبای اردوگاه
11. سه عدد سالن غذاخوری مروارید ۱ و ۲ و ۳
12. سالن والیبال و فوتسال
13. استخر سرپوشیده آبسار
14. سالن و میز تنیس مسابقات استانی
15. پینت بال Paint Ball و ترامبولین

#### امکانات خوابگاه‌های اردوگاه شهید بهشتی اصفهان
-چهار خوابگاه با ظرفیت‌های مختلف در دسترس دانش‌آموزان و مراجعه کنندگان باغ ابریشم اصفهان است که امکاناتی همچون وسایل گرمایشی و سرمایشی، حمام و دستشویی، آب همیشه گرم و تختخوابی نرم و راحت را در اختیارشان قرار می‌دهد:
- خوابگاه ارکیده: ۲۴ نفر ظرفیت
- خوابگاه سحر: ۴۰ نفر ظرفیت
- خوابگاه فردوس: ۹۸ نفر ظرفیت
- خوابگاه پردیس: ۴۶۴ نفر ظرفیت

## ارتفاع از سطح دریا
این شهر در ارتفاع ۱۶۱۰ متری از سطح دریا قرار دارد که ۳۵ متر بالاتر از شهر اصفهان است.

## رستوران‌ها و باغ تالارها
1. باغ رستوران آلبالو
2. باغ و تالار و رستوران مینو
3. باغ رستوران و تالار جمیرا
4. باغ رستوران گلستان
5. باغ رستوران و تالار رجال VIP
6. باغ رستوران و سفره خانه بی تا
7. رستوران امانی Mr AMANI
8. باغ رستوران و تالار نازگل
9. باغ رستوران و تالار هخامنش
10. باغ رستوران و تالار کلبه
11. باغ رستوران آسمان آبی
12. باغ رستوران و تالار باران
13. باغ رستوران ملل
14. رستوران قاشق نقره ای

## مناطق و محله‌ها
- محله جدید باغ ابریشم
- شهرک نور
- شهرک علوم پزشکی
- جولرستان و حسین‌آباد جدید
- محله یزدآباد جدید
- شهرک مدرس نوساز
- شهرک قدس یزدآباد
- محله حسن‌آباد جدید

## صنایع و کارخانجات
1. کارخانجات سیمان اصفهان
2. معادن سنگ گچ و کلینکر
3. معدن فلز سرب و فلز روی به سمت سپاهان‌شهر
4. کارخانه ایرانیت اصفهان
5. کارخانه دارا کار (تولیدکننده شیلنگ‌های آب و لوله‌های پلیکا(pvc)،
6. انواع سنگ بری‌ها، موزائیک سازی و بلوک سازی، صنایع ام دی افMDF.
7. صنایع و قطعات ماشین آلات فوق سنگین در منطقه اتوبان ذوب‌آهن دارای انواع بیل بکهو، بیل مکانیکی، بولدوزر، گریدر و انواع لودر

## شهرک صنعتی فناوران
شهرک صنعتی فناوران شهر ابریشم در خیابان کشاورز قرار دارد که دارای کارخانجات متعدد شامل:
صنایع و قطعات دستگاه‌های راه‌سازی و ماشین آلات
مصالح ساختمانی تولید انواع تیرچه و بلوک و آجر
سنگ بری انواع سنگ نمای ساختمان و پله
موزائیک سازی و تولید سرامیک
محصولات MDF و کابینت‌های هایگلاس